# Audi Sport
A Audi Sport é o departamento de automobilismo da montadora alemão Audi. Desde 2022, está envolvida com sua equipe de fábrica no Rali Dakar. Em agosto de 2022, a Audi anunciou seu ingresso na disputa da Fórmula 1 a partir da temporada de 2026. O diretor administrativo da Audi Sport GmbH, Rolf Michl também é responsável pelo departamento de automobilismo da Audi Sport.
Anteriormente, a Audi Sport disputou o Campeonato Mundial de Rali entre os anos 1982 e 1987, obtendo dois títulos de construtores e dois de pilotos. Ela também obteve quatro vitórias consecutivas na corrida de montanha Pikes Peak entre 1984 e 1987. A Audi retirou-se do Campeonato Mundial de Endurance da FIA (WEC) após a temporada de 2016.  Durante a temporada de 2020, a Audi anunciou que se retiraria do Deutsche Tourenwagen Masters (DTM) no final daquela temporada. A Audi Sport disputou a Fórmula E até a temporada de 2020–21, conquistando o título do Campeonato de Pilotos na temporada de 2016–17 e, do Campeonato de Equipes na temporada de 2017–18.

## Automobilismo

### Fórmula E
A Audi Sport ingressou na temporada inaugural da Fórmula E atrvés da equipe fundada em 2014 pela companhia de tuning Abt Sportsline — que pertence a Hans-Jürgen Abt e estava ativa no Deutsche Tourenwagen Masters (DTM) —, com a equipe ingressando na categoria sob a bandeira Audi Sport e sendo denominada Audi Sport ABT Formula E Team, mas com a mesma sendo totalmente integrada na Team Abt Sportsline e sediada em Kempten, na Alemanha. Para a disputa da primeira temporada, a equipe ctratou o piloto brasileiro Lucas Di Grassi, que havia disputado a temporada de 2010 da Fórmula 1, e o filho do proprietário da Abt, vindo da GP2 Series, Daniel Abt. A equipe alcançou com Di Grassi, a primeira vitória da história da categoria no ePrix de Pequim de 2014. Di Grassi conquistou seis pódios, incluindo duas vitórias e permaneceu na briga até o ePrix de Berlim, quando foi desclassificado da corrida (que havia vencido) por conta de uma irregularidade técnica. No final do campeonato, a equipe ficou em terceiro lugar atrás da Team e.dams Renault e da Dragon Racing.

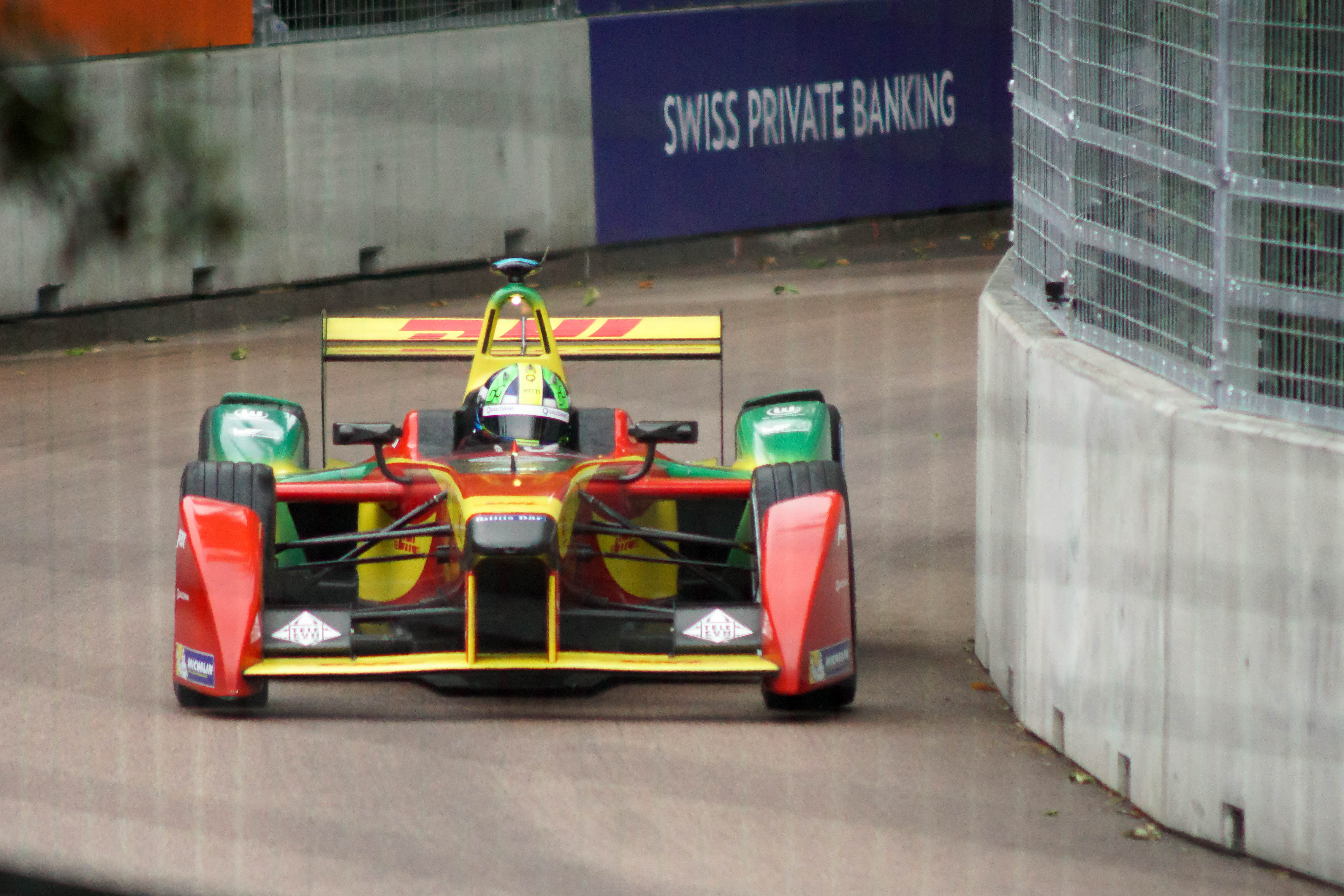
Lucas Di Grassi no ePrix de Londres de 2015.

Para a temporada de 2015–16, a equipe manteve os pilotos da temporada anterior. A partir desta temporada as equipes receberam a permissão para desenvolver seus próprios trens de força, com isso, a Abt estabeleceu uma parceria com a Schaeffler para projetar e fabricar seus trens de força, com a equipe passando a se denominar ABT Schaeffler Audi Sport e levando para a pista o ABT Schaeffler FE01 de três marchas. O monoposto provou ser a segunda força na pista, ficando atrás apenas da Renault e.dams. Com Di Grassi vencendo três corridas, além de conquistar quatro pódios e terminar em segundo no Campeonato de Pilotos, perdendo o título para o suíço Sebastien Buemi por apenas dois pontos. Daniel Abt terminou em sétimo com um total de três pódios.
Em outubro de 2016, todas as atividades de Fórmula E da Abt Sportsline que estava integrada na Team Abt Sportsline foram transferidas para uma empresa recém-fundada chamada "Abt Formel E GmbH", que era uma subsidiária integral da Abt Sportsline, e liderada por Hans-Jürgen Abt.
Para a temporada de 2016–17, a ABT Schaeffler Audi Sport manteve novamente os pilotos da temporada anterior. Mesmo com uma vitória a menos que na temporada anterior, a equipe voltou a terminar em segundo lugar na classificação do Campeonato de Equipes, com Di Grassi conquistando o título de pilotos contra Buemi, com ele alcançando duas vitórias e sete pódios, enquanto Abt terminou em oitavo sem conquistar nenhum pódio.
A equipe já era patrocinada pela Audi desde sua criação e, posteriormente, a montadora alemã intensificou a parceria com aporte financeiro e técnico, culminando com o anúncio feito pela Audi, em 7 de julho de 2017, que ela havia adquirido a Abt Formel E GmbH e, assim, assumindo o controle total da ABT Schaeffler Audi Sport a partir da temporada de 2017–18 — que começou em 2 de dezembro em Hong Kong — e, a renomeação da equipe para Audi Sport ABT Schaeffler. Com Allan McNish assumindo o cargo de chefe da equipe. Porém, a parceria entre as duas empresas continuou para além da temporada de 2017–18, com a equipe sendo coordenado in loco nos ePrixs pelo pessoal da Abt, mas com a montadora comandando as ações do time por completo.
Na temporada de 2017–18, a Audi faz sua entrada oficial como equipe de fábrica na categoria, com o trem de força passando a ser produzido oficialmente pela própria Audi. Após um início de temporada difícil, com Di Grassi ficando sem somar pontos nas quatro primeiras corridas, com o piloto conseguindo se recuperando nas etapas seguintes e, com sete pódios consecutivos no final da temporada (sendo duas vitórias), ele conseguiu alcançar o segundo lugar na classificação final, ficando somente atrás do campeão Jean-Éric Vergne. Por outro lado, Daniel Abt alcançou as suas únicas duas vitórias na Fórmula E nesta temporada. Assim, a Audi Sport ABT Schaeffler conquistou quatro vitórias, com a equipe conquistando o seu primeiro título do Campeonato de Equipes, com uma pequena margem de dois pontos sobre a Techeetah.

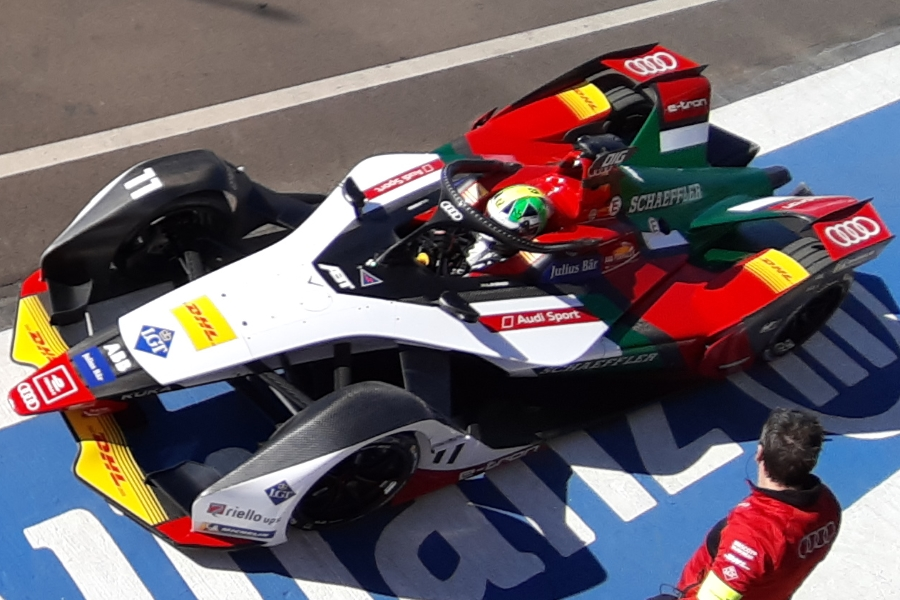
Lucas Di Grassi no ePrix de Marraquexe de 2019.

Em 21 de setembro de 2018, foi anunciado que a Audi passaria a fornecer trens de força para a equipe Envision Virgin Racing a partir da temporada de 2018–19.
Para a temporada de 2019–20, a Audi confirmou mais uma vez sua dupla de pilotos que defendia a equipe desde a temporada inaugural da Fórmula E, mas posteriormente Daniel Abt foi substituído por René Rast nas seis corridas do ePrix de Berlim de 2020 devido a um episódio polêmico envolvendo o piloto titular da equipe. A Audi Sport ABT Schaeffler terminou a temporada na sexta posição na classificação do Campeonato de Equipes e com três pódios gerais, dos quais dois foram alcançados por Lucas Di Grassi, um na segunda corrida do ePrix de Daria e o outro na segunda corrida do ePrix de Berlim, e um de Rast, que, também em Berlim, terminou em terceiro na quinta corrida.
Em 30 de novembro de 2020, a Audi anunciou que iria deixar a Fórmula E após o término da temporada de 2020–21. Entretanto, a montadora confirmou que honraria seu compromisso e permaneceria fornecendo trens de força para sua equipe cliente, a Envision Racing, na temporada de 2021–22.

### Equipes

#### Equipes atuais
- Rali Dakar

#### Equipes anteriores
- DTM
  - Futurecom BRT
  - Audi Sport Infineon Team Joest
  - Audi Sport Team Abt Sportsline
  - Audi Sport Team Phoenix
  - Audi Sport Team Rosberg
- Le Mans:
  - Audi Sport North America
  - Audi Sport Japan Team Goh
  - Audi Sport UK Team Veloqx
  - Audi Sport UK Ltd.
  - Audi Sport Team Joest
- GT-Sport:
  - Audi Sport Team Phoenix
  - Audi Sport Team WRT
- World RX:
  - Audi Sport Team EKS RX
- Fórmula E:
  - Audi Sport ABT Schaeffler

### Carros de corrida
- Audi V8 quattro DTM (R6) (1990–1992)
- Audi R8R (LMP) (R8) (1999)
- Audi R8C (LMGTP) (R9) (1999)
- Audi R8 (LMP900/LMP1) (2000–2006)
- Audi A4 DTM (DTM) (2004–2011)
- Audi R10 TDI (LMP1) (2006–2008)
- Audi R15 TDI (LMP1) (2009–2010)
- Audi R18 (LMP1) (2011–2012)
- Audi A5 DTM (DTM) (2012)
- Audi R18 ultra RP2 (LMP1) (2012)
- Audi R18 e-tron quattro RP2 (LMP1) (2012)
- Audi R8 LMS ultra (GT3) (2012–2014)
- Audi RS5 DTM (DTM) (2013-2016)
- Audi R18 e-tron quattro RP3 (LMP1) (2013)
- Audi R18 e-tron quattro RP4 (LMP1-H) (2014)
- Audi R18 e-tron quattro RP5 (LMP1) (2015)
- Audi R8 LMS (GT3) (2015-)
- Audi R18 RP6 (LMP1) (2016)
- Audi RS5 DTM (DTM) (2017-)
- Audi S1 EKS RX quattro (WRX) (2017-)
- ABT SCHAEFFLER FE02 (FE) (2017-)

## Resultados

### Fórmula E
(legenda) (resultados em negrito indicam pole position; resultados em itálico indicam volta mais rápida)
| Ano     | Nome                                     | Chassi        | Trem de força       | Pneu | N.° | Piloto          | 1   | 2   | 3   | 4   | 5   | 6   | 7   | 8   | 9   | 10  | 11  | 12  | 13  | 14  | 15  | Pontos da Equipe | Pos. da Equipe |
| ------- | ---------------------------------------- | ------------- | ------------------- | ---- | --- | --------------- | --- | --- | --- | --- | --- | --- | --- | --- | --- | --- | --- | --- | --- | --- | --- | ---------------- | -------------- |
| 2014–15 | Audi Sport ABT Formula E Team            | Spark SRT01-e | SRT01-e             | M    |     |                 | PEQ | PUT | PDE | BNA | MIA | LBH | MON | BER | MSC | LON | LON |     |     |     |     | 165              | 3º             |
| 2014–15 | Audi Sport ABT Formula E Team            | Spark SRT01-e | SRT01-e             | M    | 11  | Lucas Di Grassi | 1   | 2   | 3   | Ret | 9   | 3   | 2   | DSQ | 2   | 4   | 6   |     |     |     |     | 165              | 3º             |
| 2014–15 | Audi Sport ABT Formula E Team            | Spark SRT01-e | SRT01-e             | M    | 66  | Daniel Abt      | 10  | 10  | 15  | 13† | 3   | 15  | Ret | 14  | 5   | Ret | 11  |     |     |     |     | 165              | 3º             |
| 2015–16 | ABT Schaeffler Audi Sport                | Spark SRT01-e | ABT Schaeffler FE01 | M    |     |                 | PEQ | PUT | PDE | BNA | MEX | LBH | PAR | BER | LON | LON |     |     |     |     |     | 221              | 2º             |
| 2015–16 | ABT Schaeffler Audi Sport                | Spark SRT01-e | ABT Schaeffler FE01 | M    | 11  | Lucas Di Grassi | 2   | 1   | 2   | 3   | DSQ | 1   | 1   | 3   | 4   | Ret |     |     |     |     |     | 221              | 2º             |
| 2015–16 | ABT Schaeffler Audi Sport                | Spark SRT01-e | ABT Schaeffler FE01 | M    | 66  | Daniel Abt      | 11  | 7   | 8   | 13  | 7   | 3   | 10  | 2   | Ret | 2   |     |     |     |     |     | 221              | 2º             |
| 2016–17 | ABT Schaeffler Audi Sport                | Spark SRT01-e | ABT Schaeffler FE02 | M    |     |                 | HKG | MAR | BNA | MEX | MON | PAR | BER | BER | NIQ | NIQ | MTR | MTR |     |     |     | 248              | 2º             |
| 2016–17 | ABT Schaeffler Audi Sport                | Spark SRT01-e | ABT Schaeffler FE02 | M    | 11  | Lucas Di Grassi | 2   | 5   | 3   | 1   | 2   | Ret | 2   | 3   | 4   | 5   | 1   | 7   |     |     |     | 248              | 2º             |
| 2016–17 | ABT Schaeffler Audi Sport                | Spark SRT01-e | ABT Schaeffler FE02 | M    | 66  | Daniel Abt      | Ret | 6   | 7   | 7   | 7   | 13  | 6   | 4   | 14  | Ret | 4   | 6   |     |     |     | 248              | 2º             |
| 2017–18 | Audi Sport ABT Schaeffler                | Spark SRT01-e | Audi e-tron FE04    | M    |     |                 | HKG | HKG | MAR | SAN | MEX | PDE | ROM | PAR | BER | ZUR | NIQ | NIQ |     |     |     | 264              | 1°             |
| 2017–18 | Audi Sport ABT Schaeffler                | Spark SRT01-e | Audi e-tron FE04    | M    | 1   | Lucas Di Grassi | 17  | 14  | Ret | Ret | 9   | 2   | 2   | 2   | 2   | 1   | 1   | 2   |     |     |     | 264              | 1°             |
| 2017–18 | Audi Sport ABT Schaeffler                | Spark SRT01-e | Audi e-tron FE04    | M    | 66  | Daniel Abt      | 5   | DSQ | 5   | Ret | 1   | 14  | 4   | 7   | 1   | 13  | 2   | 3   |     |     |     | 264              | 1°             |
| 2018–19 | Audi Sport ABT Schaeffler Formula E Team | Spark SRT05e  | Audi e-tron FE05    | M    |     |                 | DAR | MAR | SAN | MEX | HKG | SNY | ROM | PAR | MON | BER | SUI | NIQ | NIQ |     |     | 203              | 2°             |
| 2018–19 | Audi Sport ABT Schaeffler Formula E Team | Spark SRT05e  | Audi e-tron FE05    | M    | 11  | Lucas Di Grassi | 9   | 7   | 12  | 1   | 2   | 15† | 7   | 4   | Ret | 1   | 9   | 5   | 18† |     |     | 203              | 2°             |
| 2018–19 | Audi Sport ABT Schaeffler Formula E Team | Spark SRT05e  | Audi e-tron FE05    | M    | 66  | Daniel Abt      | 8   | 10  | 3   | 10  | 4   | 5   | 18† | 3   | 15  | 6   | 6   | 6   | 5   |     |     | 203              | 2°             |
| 2019–20 | Audi Sport ABT Schaeffler Formula E Team | Spark SRT05e  | Audi e-tron FE06    | M    |     |                 | DAR | DAR | SAN | MEX | MAR | BER | BER | BER | BER | BER | BER |     |     |     |     | 114              | 6°             |
| 2019–20 | Audi Sport ABT Schaeffler Formula E Team | Spark SRT05e  | Audi e-tron FE06    | M    | 11  | Lucas Di Grassi | 13  | 2   | 7   | 6   | 7   | 8   | 3   | 8   | 6   | 21  | 6   |     |     |     |     | 114              | 6°             |
| 2019–20 | Audi Sport ABT Schaeffler Formula E Team | Spark SRT05e  | Audi e-tron FE06    | M    | 66  | Daniel Abt      | Ret | 6   | 14  | Ret | 14  |     |     |     |     |     |     |     |     |     |     | 114              | 6°             |
| 2019–20 | Audi Sport ABT Schaeffler Formula E Team | Spark SRT05e  | Audi e-tron FE06    | M    | 66  | René Rast       |     |     |     |     |     | 10  | 13  | Ret | 16  | 3G  | 4   |     |     |     |     | 114              | 6°             |
| 2020–21 | Audi Sport ABT Schaeffler                | Spark SRT05e  | Audi e-tron FE07    | M    |     |                 | DAR | DAR | ROM | ROM | VAL | VAL | MON | PUE | PUE | NIO | NIO | LON | LON | BER | BER | 165              | 4°             |
| 2020–21 | Audi Sport ABT Schaeffler                | Spark SRT05e  | Audi e-tron FE07    | M    | 11  | Lucas Di Grassi | 9   | 8   | Ret | Ret | 7   | 10  | 10  | 1   | 18  | 3   | 14  | 6   | DSQ | 1   | 20  | 165              | 4°             |
| 2020–21 | Audi Sport ABT Schaeffler                | Spark SRT05e  | Audi e-tron FE07    | M    | 33  | René Rast       | 4   | 17  | 6   | Ret | 5   | 6   | Ret | 2   | 10  | 10  | 20  | 5   | Ret | 9   | 9   | 165              | 4°             |

Notas
† – Não completaram a prova, mas foram classificados, pois concluíram 90% da prova.
G – Volta mais rápida na fase de grupos da classificação.

#### Outras equipes fornecidas pela Audi
| Ano     | Equipe                 | Chassi       | Trem de força    | Pneu | N.° | Pilotos      | Ponto | Pos. | Fonte  |
| ------- | ---------------------- | ------------ | ---------------- | ---- | --- | ------------ | ----- | ---- | ------ |
| 2018–19 | Envision Virgin Racing | Spark SRT05e | Audi e-Tron FE05 | M    | 2   | Sam Bird     | 191   | 3°   | [ 30 ] |
| 2018–19 | Envision Virgin Racing | Spark SRT05e | Audi e-Tron FE05 | M    | 4   | Robin Frijns | 191   | 3°   | [ 30 ] |
| 2019–20 | Envision Virgin Racing | Spark SRT05e | Audi e-Tron FE06 | M    | 2   | Sam Bird     | 121   | 4°   | [ 30 ] |
| 2019–20 | Envision Virgin Racing | Spark SRT05e | Audi e-Tron FE06 | M    | 4   | Robin Frijns | 121   | 4°   | [ 30 ] |
| 2020–21 | Envision Virgin Racing | Spark SRT05e | Audi e-tron FE07 | M    | 4   | Robin Frijns | 165   | 5°   | [ 30 ] |
| 2020–21 | Envision Virgin Racing | Spark SRT05e | Audi e-tron FE07 | M    | 37  | Nick Cassidy | 165   | 5°   | [ 30 ] |
| 2021–22 | Envision Racing        | Spark SRT05e | Audi e-tron FE07 | M    | 4   | Robin Frijns | 194   | 5°   | [ 31 ] |
| 2021–22 | Envision Racing        | Spark SRT05e | Audi e-tron FE07 | M    | 37  | Nick Cassidy | 194   | 5°   | [ 31 ] |